# Villa Rustica (Bellikon)
Bei der Villa Rustica von Bellikon handelt es sich um die Reste eines römischen Gutshofes im Kanton Aargau in der Schweiz.

## Beschreibung
Römische Reste wurden 1934 etwa 1300 Meter südlich der Kirche von Bellikon entdeckt und 1941 von Walter Drack mit Hilfe internierter polnischer Soldaten ausgegraben. Die Villa stand am Abhang des Heitersberges und etwa 190 Meter über dem Reusstal. Bei den Grabungen konnte nur das Herrenhaus erfasst werden. Es war etwa 26 Meter lang und 16,5 Meter breit. Der Bau bestand aus einer Halle mit einem Portikus zum Tal hin. In späteren Bauphasen wurde die Halle in Wohnräume unterteilt. Im Norden gab es einen Anbau, in den eine Apsis und ein Bad hineingebaut wurden. In der Villa fanden sich Reste von weissgründiger Wandmalerei mit floralen Motiven. Die Malereien datieren wahrscheinlich ins zweite Jahrhundert. Verschiedene Räume hatten Hypokausten. Die Villa war von der Mitte des ersten Jahrhunderts bis vor 250 in Betrieb und wurde durch einen Brand zerstört.